# Novo Basquete Brasil
Il Novo Basquete Brasil (NBB) è la massima competizione di pallacanestro maschile in Brasile, organizzata dalla Liga Nacional de Basquete (LNB). È stata riconosciuta dalla Confederação Brasileira de Basketball dal 2009 al 2023, venendo considerata in quel periodo come il primo livello del Campionato Brasiliano di Pallacanestro Maschile.

## Storia
Il Novo Basquete Brasil è stato creato dalla Liga Nacional de Basquete (LNB). La LNB è stata fondata nel dicembre 2008, riunendo le principali figure e i club più rappresentativi del basket brasiliano, con l'obiettivo di riportare lo sport al secondo posto in popolarità nel paese, dietro solo al calcio. Ispirandosi ai modelli più moderni e di successo nella gestione sportiva mondiale, la LNB ha introdotto in Brasile il concetto consolidato della NBA: una lega indipendente, gestita direttamente dai club. Il primo presidente fu Kouros Monadjemi. Nella prima stagione, la LNB contava 15 club associati che partecipavano al NBB, riconosciuto dalla Confederação Brasileira de Basketball (CBB) come il Campionato Brasiliano di Basket. Le partite si svolgevano secondo le regole della FIBA.
La prima edizione del NBB iniziò il 28 agosto 2008 e si concluse il 18 luglio 2009, con la partecipazione di 15 franchigie. Il titolo fu vinto dal Flamengo, che concluse primo la fase di qualificazione, eliminò Pinheiros (quarti) e Joinville BA (semifinale) in tre partite ciascuna, e sconfisse Lobos Brasília in cinque partite nella finale. Il premio di Miglior Giocatore (MVP) fu assegnato a Marcelinho Machado.
Nella seconda stagione del NBB, le squadre di Limeira e Saldanha da Gama si ritirarono, mentre fu aggiunta l’ADL/Londrina. Il titolo fu conquistato dai Lobos Brasília, vicecampioni dell’anno precedente, che batterono nuovamente il Flamengo in finale per 3-2. Tuttavia, il premio MVP della stagione regolare fu assegnato ancora una volta a Marcelinho Machado.
Cominciò così il periodo di dominio dei Lobos Brasília, che vinsero altri due titoli, contro il Franca nel 2011 e São José nel 2012. Guilherme Giovannoni fu eletto MVP della stagione 2010-11, mentre nella stagione 2011-12 il premio andò a Murilo Becker, giocatore della squadra vicecampione. La stagione 2010-11 vide il ritorno di Limeira e l’uscita di ADL/Londrina dopo solo un anno, con l’ingresso della squadra Unitri Uberlândia. Nella stagione 2011-12, Assis fu sostituita dal Tijuca, mantenendo comunque 15 squadre in campionato.
Dal 2011 fu istituita anche la Liga de Desenvolvimento de Basquete (LDB), un campionato in cui partecipavano le selezioni Under-20 delle franchigie della NBB, vinta dal Flamengo nel 2011 e 2013, dal Bauru nel 2012, dal Basquete Cearense nel 2014, dal Pinheiros nel 2015, 2018 e 2019, dal Franca nel 2016 e dal Paulistano nel 2017.

### L'aumento a 18 squadre e il ritorno dei club storici
Fu annunciato per la stagione 2012-13 dell'NBB avrebbe allargato il proprio numero di squadre a 18 squadre. La Supercopa Brasil de Basquete divenne una sorta di seconda divisione della lega, e i finalisti del Palmeiras e Mogi das Cruzes furono promossi, assieme al Basquete Cearense (primo rappresentante del nordest brasiliano nell'NBB) e al Suzano Basquete. Il Flamengo vinse il suo secondo titolo e l’ala Marquinhos fu eletto MVP della stagione.
Il Flamengo vinse consecutivamente il titolo nelle tre stagioni successive, battendo il Paulistano nella stagione 2013-14 e due volte il Bauru (NBB 2014-15 e 2015-16). Nella stagione 2016-17, il Bauru divenne il primo club paulista a vincere il NBB, superando il Paulistano in finale. L’anno seguente, nella stagione 2017-18, fu invece proprio il Paulistano a vincere il titolo, battendo il Mogi das Cruzes. Nella stagione 2019-20, il Flamengo tornò al successo, sconfiggendo il Franca in finale.
La crescente popolarità della NBB ha stimolato il ritorno di club storici nel basket brasiliano, come ad esempio il 
Palmeiras, che ha partecipato a quattro edizioni del NBB (una in collaborazione con l’Araraquara). Con la creazione della Liga Ouro de Basquete nel 2014, nato per fungere da secondo livello della NBB, altri club calcistici con tradizione cestistica come Vasco da Gama, Botafogo e Corinthians sono tornati alla pallacanestro, così come il Rio Claro, storico club dello stato di San Paolo.
A partire dalla stagione 2020-2021, il NBB ha iniziato a ricevere fondi dal Comitê Brasileiro de Clubes (CBC) per sostenere logisticamente club, arbitri e funzionari. La collaborazione si estende anche alla Liga de Desenvolvimento. I fondi provengono dal 0,5% delle lotterie promosse dalla Caixa Econômica Federal, sponsor della competizione.
Il contratto tra la LNB e la Confederação Brasileira de Basketball (CBB) era valido fino al 2022. In quell'anno, si verificò una disputa su quale squadra dovesse rappresentare il Brasile nella Liga Sudamericana: la CBB scelse la Liga Sorocabana, vicecampione del Campeonato Brasileiro de Clubes de Basquete Masculino, un torneo creato nel 2019, che aveva preso il posto della Liga Ouro de Basquete come secondo livello nazionale, dalla CBB con l’intento di tornare a organizzare una competizione di ampia portata a livello nazionale e di rispettare l’accordo stipulato con la FIBA. Mentre il NBB sosteneva che il posto spettasse al Paulistano, settimo classificato della stagione 2021-22 del NBB. La vicenda finì in tribunale, e fu confermata la partecipazione della Liga Sorocabana. In seguito a ciò, la CBB rescisse il contratto, revocando il riconoscimento ufficiale del NBB come Campionato Brasiliano, il torneo ha però comunque proseguito la sua attività, anche perché al termine della stagione 2024 il Campeonato Brasileiro de Clubes de Basquete Masculino ha cessato le proprie attività. Al suo posto per la stagione 2025 è stata reintrodotta la Liga Ouro de Basquete, che ha riacquisito il ruolo di seconda divisione nazionale.

## Formato
Il campionato si articola in due fasi, la stagione regolare e i play-off.
- Stagione regolare: le 18 squadre si affrontano in un girone all'italiana con partite di andata e ritorno. Al termine delle 32 giornate, le prime 16 classificate sono ammesse ai play-off.
- Play-off: le 16 squadre partecipanti ai playoff si affrontano in degli incontri stabiliti secondo la posizione finale nella classifica della stagione regolare. Le gare degli ottavi si svolgono al meglio delle 3 sfide, mentre le altre fasi si svolgono al meglio delle 5 sfide; la squadra vincente è proclamata campione del Brasile.

## Squadre attuali
| Squadra              | Città               | Arena                            | Capacità |
| -------------------- | ------------------- | -------------------------------- | -------- |
| Bauru                | Bauru               | Ginásio Panela de Pressão        | 2,000    |
| Botafogo             | Rio de Janeiro      | Ginásio Oscar Zelaya             | 1,500    |
| BRB/Brasília         | Brasília            | Nilson Nelson Gymnasium          | 11,397   |
| Caxias do Sul        | Caxias do Sul       | Ginásio do SESI                  | 4,500    |
| Corinthians Paulista | São Paulo           | Ginásio Wlamir Marques           | 6,500    |
| Cearense             | Fortaleza           | Centro de Formação Olímpica      | 17,100   |
| Flamengo             | Rio de Janeiro      | Ginásio do Maracanãzinho         | 11,800   |
| Franca               | Franca              | Ginásio Pedrocão                 | 6,000    |
| Minas Tênis Clube    | Belo Horizonte      | Juscelino Kubitschek Arena       | 4,000    |
| Mogi das Cruzes      | Mogi das Cruzes     | Ginásio Professor Hugo Ramos     | 5,000    |
| Pato                 | Pato Branco         | Ginásio do SESI                  | 1,000    |
| Paulistano           | São Paulo           | Ginásio Antônio Prado Junior     | 1,280    |
| Pinheiros            | São Paulo           | Poliesportivo Henrique Villaboim | 850      |
| São José             | São José dos Campos | Ginásio Lineu de Moura           | 2,620    |
| São Paulo            | São Paulo           | Ginásio do Morumbi               | 1,918    |
| Corinthians (RS)     | Santa Cruz do Sul   | Ginásio Poliesportivo Arnão      | 6,000    |
| Unifacisa            | Campina Grande      | Arena Unifacisa                  | 1,200    |
| Vasco da Gama        | Rio de Janeiro      | Ginásio Vasco da Gama            | 1,000    |

## Albo d'oro
| Stagione | Vincitore                                      | Secondo posto                                  | Serie                                          | MVP del campionato                             | Allenatore del campionato                      |
| -------- | ---------------------------------------------- | ---------------------------------------------- | ---------------------------------------------- | ---------------------------------------------- | ---------------------------------------------- |
| 2009     | Flamengo (1)                                   | UniCEUB Brasília                               | 3–2                                            | Marcelinho Machado (FLA)                       | Paulo Sampaio (FLA)                            |
| 2009–10  | UniCEUB Brasília (1)                           | Flamengo                                       | 3–2                                            | Marcelinho Machado (FLA)                       | Lula Ferreira (BRA)                            |
| 2010–11  | UniCEUB Brasília (2)                           | Franca                                         | 3–1                                            | Guilherme Giovannoni (BRA)                     | Hélio Rubens (FRA)                             |
| 2011–12  | UniCEUB Brasília (3)                           | São José                                       | 78–62                                          | Murilo Becker (SJO)                            | Régis Marrelli (SJO)                           |
| 2012–13  | Flamengo (2)                                   | Unitri/Uberlândia                              | 77–70                                          | Marquinhos (FLA)                               | Lula Ferreira (FRA)                            |
| 2013–14  | Flamengo (3)                                   | Paulistano                                     | 78–73                                          | David Jackson (LIM)                            | Gustavo de Conti (PAU)                         |
| 2014–15  | Flamengo (4)                                   | Bauru                                          | 2–0                                            | Alex Garcia (BAU)                              | Dedé Barbosa (LIM)                             |
| 2015–16  | Flamengo (5)                                   | Bauru                                          | 3–2                                            | Marquinhos (FLA)                               | José Alves Neto (FLA)                          |
| 2016–17  | Bauru (1)                                      | Paulistano                                     | 3–2                                            | Desmond Holloway (PIN)                         | Gustavo de Conti (PAU)                         |
| 2017–18  | Paulistano (1)                                 | Mogi das Cruzes                                | 3–1                                            | Marquinhos (FLA)                               | Gustavo de Conti (PAU)                         |
| 2018–19  | Flamengo (6)                                   | Franca                                         | 3–2                                            | J.P. Batista (MOG)                             | Léo Figueiró (BOT)                             |
| 2019–20  | Cancellata a causa della pandemia di COVID-19. | Cancellata a causa della pandemia di COVID-19. | Cancellata a causa della pandemia di COVID-19. | Cancellata a causa della pandemia di COVID-19. | Cancellata a causa della pandemia di COVID-19. |
| 2020–21  | Flamengo (7)                                   | São Paulo                                      | 3–0                                            | Lucas Mariano (SPA)                            | Gustavo de Conti (FLA)                         |
| 2021–22  | Franca (1)                                     | Flamengo                                       | 3–1                                            | Bruno Caboclo (SPA)                            | Helinho Garcia (FRA)                           |
| 2022–23  | Franca (2)                                     | São Paulo                                      | 3–2                                            | Lucas Dias (FRA)                               | Helinho Garcia (FRA)                           |
| 2023–24  | Franca (3)                                     | Flamengo                                       | 3–1                                            | Lucas Dias (FRA)                               | Helinho Garcia (FRA)                           |
| 2024–25  | Franca (4)                                     | Minas Tênis Clube                              | 3–1                                            | Dontrell Brite (BAU)                           | Helinho Garcia (FRA)                           |

## Vittorie per club
| Squadra           | Vittorie | Sconfitte | Finali giocate | Finali vinte                                               | Finali perse              |
| ----------------- | -------- | --------- | -------------- | ---------------------------------------------------------- | ------------------------- |
| Flamengo          | 7        | 3         | 10             | 2009, 2012–13, 2013–14, 2014–15, 2015–16, 2018–19, 2020–21 | 2009–10, 2021–22, 2023–24 |
| Franca            | 4        | 2         | 6              | 2021–22, 2022–23, 2023–24, 2024–25                         | 2010–11, 2018–19          |
| UniCEUB Brasília  | 3        | 1         | 4              | 2009–10, 2010–11, 2011–12                                  | 2009                      |
| Bauru             | 1        | 2         | 3              | 2016–17                                                    | 2014–15, 2015–16          |
| Paulistano        | 1        | 2         | 3              | 2017–18                                                    | 2013–14, 2016–17          |
| São Paulo         | 0        | 2         | 2              | —                                                          | 2020–21, 2022–23          |
| São José          | 0        | 1         | 1              | —                                                          | 2011–12                   |
| Unitri/Uberlândia | 0        | 1         | 1              | —                                                          | 2012–13                   |
| Mogi das Cruzes   | 0        | 1         | 1              | —                                                          | 2017–18                   |
| Minas Tênis Clube | 0        | 1         | 1              | —                                                          | 2024–25                   |